# Diócesis de Haimen
La diócesis de Haimen (en latín: Dioecesis Haemenensis y en chino: 天主教海门教区) es una circunscripción eclesiástica de la Iglesia católica en China. Se trata de una diócesis latina, sufragánea de la arquidiócesis de Nankín. Desde el 15 de julio de 2023 es sede vacante, aunque para el Anuario Pontificio lo es desde el 22 de febrero de 1960. La Asociación Patriótica Católica China en enero de 1981 transfirió parte de su territorio a la diócesis de Nankín (la arquidiócesis rebajada), sin el asentimiento de la Santa Sede.

## Territorio y organización
La diócesis tiene 13 500 km² y extiende su jurisdicción sobre los fieles católicos de rito latino residentes en la parte oriental de la provincia de Jiangsu.
La sede de la diócesis se encuentra en la ciudad de Haimen, en donde se halla la excatedral del Sagrado Corazón de Jesús, mientras que en Nantong se encuentra la Catedral del Buen Pastor.
En 1950 en la diócesis existían 140 parroquias.

## Historia
El vicariato apostólico de Haimen fue erigido el 11 de agosto de 1926 con la bula Ut aucto del papa Pío XI, obteniendo el territorio del vicariato apostólico de Nankín (hoy arquidiócesis). El primer obispo de la diócesis estuvo entre los primeros seis obispos chinos ordenados por el papa Pío XI en 1926 en Roma.
El 11 de abril de 1946 el vicariato apostólico fue elevado a diócesis con la bula Quotidie Nos del papa Pío XII.
En 1949 el Partido Comunista de China capturó Haimen, se impuso en la guerra civil y proclamó la República Popular China el 1 de octubre de 1949. El 4 de septiembre de 1951 China comunista expulsó al nuncio apostólico Antonio Riberi y la Santa Sede continuó reconociendo a la República de China en Taiwán como el legítimo gobierno chino. Todos los misioneros extranjeros fueron expulsados de China comunista en 1952.
La Asociación Patriótica Católica China fue creada con el apoyo de la Oficina de Asuntos Religiosos de la República Popular de China en 1957, con el objetivo de controlar las actividades de los católicos en China. Su nombre público es Iglesia católica china y es referida como la "Iglesia oficial" en contraposición a la "Iglesia subterránea" o "Iglesia clandestina" leal a la Santa Sede.
En el período de 1966 a 1976 la Revolución Cultural se ensañó especialmente contra la religión, destruyéndose numerosas iglesias y cesaron todas las actividades religiosas en la diócesis. La diócesis reasumió sus actividades en la década de 1980.
La Asociación Patriótica Católica China en enero de 1981 transfirió parte de su territorio a la diócesis de Nankín (la arquidiócesis rebajada), sin el asentimiento de la Santa Sede.
El 21 de abril de 2010 fue ordenado el nuevo obispo, Giuseppe Shen Bin, en representación de la Iglesia católica gobernante, pero reconocido por la Santa Sede. El obispo anterior, Matthew Yu Chengcai, no reconocido por Roma, murió en 2006.
El 22 de septiembre de 2018 se firmó en Pekín el Acuerdo provisional entre la Santa Sede y la República Popular de China sobre el nombramiento de los obispos. El 22 de octubre de 2020 el acuerdo fue prorrogado por otros dos años y en octubre de 2022 por otros dos años más.
Debido a la situación particular de la Iglesia católica en China, la Santa Sede no nombra obispos para las diócesis chinas, que son sedes oficialmente vacantes incluso en presencia de obispos reconocidos por Roma.

## Estadísticas
Según el Anuario Pontificio 2002 la diócesis tenía a fines de 1950 un total de 40 149 bautizados.
| Año                                                                             | Población            | Población | Población      | Sacerdotes | Sacerdotes    | Sacerdotes    | Bautizados por sacerdote | Diáconos permanentes | Religiosos | Religiosos | Parroquias |
| Año                                                                             | Bautizados católicos | Total     | % de católicos | Total      | Clero secular | Clero regular | Bautizados por sacerdote | Diáconos permanentes | Varones    | Mujeres    | Parroquias |
| ------------------------------------------------------------------------------- | -------------------- | --------- | -------------- | ---------- | ------------- | ------------- | ------------------------ | -------------------- | ---------- | ---------- | ---------- |
| 1950                                                                            | 40 149               | 5 200 000 | 0.8            | 47         | 47            |               | 854                      |                      |            | 51         | 140        |
| Fuente: Catholic-Hierarchy, que a su vez toma los datos del Anuario Pontificio. |                      |           |                |            |               |               |                          |                      |            |            |            |

## Episcopologio
- Simon Zhu Kai-min, S.I. † (2 de agosto de 1926-22 de febrero de 1960 falleció)
  - Sede vacante
  - Matthew Yu Chengcai † (15 de noviembre de 1959 consagrado-18 de marzo de 2006 falleció) (obispo oficial)
  - Mark Yuan Wen Jae † (1985 consagrado-marzo de 2007 falleció) (obispo clandestino)
  - Giuseppe Shen Bin (21 de abril de 2010 consagrado-15 de julio de 2023 confirmado obispo de Shanghái)[8]